# James Van Riemsdyk
James Van Riemsdyk (né le 4 mai 1989 à Middletown, État du New Jersey aux États-Unis) est un joueur professionnel américain de hockey sur glace. Il évolue au poste d'ailier.

## Biographie

### Carrière en club
En 2007, il commence sa carrière en NCAA avec les Wildcats de l'Université du New Hampshire. En 2007, il est choisi au cours du repêchage d'entrée dans la Ligue nationale de hockey par les Flyers de Philadelphie au 1er tour, en 2e position après Patrick Kane. Il passe professionnel en 2009 avec les Phantoms de Philadelphie, club ferme des Flyers dans la Ligue américaine de hockey. Il débute dans la LNH le 2 octobre 2009 inscrivant une assistance chez les Hurricanes de la Caroline.
Le 23 juin 2012, il est échangé aux Maple Leafs de Toronto en retour du défenseur Luke Schenn.
Le 1er juillet 2018, il retourne avec les Flyers en signant un contrat de 5 ans pour un montant de 35 millions de dollars.

### Carrière internationale
Il représente les États-Unis au niveau international. Il a participé aux sélections jeunes.

### Vie privée
Il est le frère de Trevor Van Riemsdyk, joueur professionnel de hockey évoluant dans la LNH.

## Statistiques

### En club
| Saison     | Équipe                       | Ligue      |       | Saison régulière | Saison régulière | Saison régulière | Saison régulière | Saison régulière |    | Séries éliminatoires | Séries éliminatoires | Séries éliminatoires | Séries éliminatoires | Séries éliminatoires |
| Saison     | Équipe                       | Ligue      | PJ    | B                | A                | Pts              | Pun              | PJ               | B  | A                    | Pts                  | Pun                  |                      |                      |
| 2005-2006  | Équipe des États-Unis 18 ans | NAHL       | 37    | 18               | 11               | 29               | 26               |                  |    |                      |                      |                      |                      |                      |
| 2006-2007  | Équipe des États-Unis 18 ans | NAHL       | 12    | 13               | 12               | 25               | 37               |                  |    |                      |                      |                      |                      |                      |
| 2007-2008  | Wildcats du New Hampshire    | NCAA       | 31    | 11               | 23               | 34               | 36               | -                | -  | -                    | -                    | -                    |                      |                      |
| 2008-2009  | Wildcats du New Hampshire    | NCAA       | 36    | 17               | 23               | 40               | 47               | -                | -  | -                    | -                    | -                    |                      |                      |
| 2008-2009  | Phantoms de Philadelphie     | LAH        | 7     | 1                | 1                | 2                | 2                |                  |    |                      |                      |                      |                      |                      |
| 2009-2010  | Flyers de Philadelphie       | LNH        | 78    | 15               | 20               | 35               | 30               | 21               | 3  | 3                    | 6                    | 4                    |                      |                      |
| 2010-2011  | Flyers de Philadelphie       | LNH        | 75    | 21               | 19               | 40               | 35               | 11               | 7  | 0                    | 7                    | 4                    |                      |                      |
| 2011-2012  | Flyers de Philadelphie       | LNH        | 43    | 11               | 13               | 24               | 24               | 7                | 1  | 1                    | 2                    | 4                    |                      |                      |
| 2012-2013  | Maple Leafs de Toronto       | LNH        | 48    | 18               | 14               | 32               | 26               | 7                | 2  | 5                    | 7                    | 4                    |                      |                      |
| 2013-2014  | Maple Leafs de Toronto       | LNH        | 80    | 30               | 31               | 61               | 50               | -                | -  | -                    | -                    | -                    |                      |                      |
| 2014-2015  | Maple Leafs de Toronto       | LNH        | 82    | 27               | 29               | 56               | 43               | -                | -  | -                    | -                    | -                    |                      |                      |
| 2015-2016  | Maple Leafs de Toronto       | LNH        | 40    | 14               | 15               | 29               | 6                | -                | -  | -                    | -                    | -                    |                      |                      |
| 2016-2017  | Maple Leafs de Toronto       | LNH        | 82    | 29               | 33               | 62               | 37               | 6                | 2  | 1                    | 3                    | 0                    |                      |                      |
| 2017-2018  | Maple Leafs de Toronto       | LNH        | 81    | 36               | 18               | 54               | 30               | 7                | 3  | 1                    | 4                    | 4                    |                      |                      |
| 2018-2019  | Flyers de Philadelphie       | LNH        | 66    | 27               | 21               | 48               | 18               | -                | -  | -                    | -                    | -                    |                      |                      |
| 2019-2020  | Flyers de Philadelphie       | LNH        | 66    | 19               | 21               | 40               | 8                | 12               | 2  | 0                    | 2                    | 2                    |                      |                      |
| 2020-2021  | Flyers de Philadelphie       | LNH        | 56    | 17               | 26               | 43               | 14               | -                | -  | -                    | -                    | -                    |                      |                      |
| 2021-2022  | Flyers de Philadelphie       | LNH        | 82    | 24               | 14               | 38               | 25               | -                | -  | -                    | -                    | -                    |                      |                      |
| 2022-2023  | Flyers de Philadelphie       | LNH        | 61    | 12               | 17               | 29               | 28               | -                | -  | -                    | -                    | -                    |                      |                      |
| 2023-2024  | Bruins de Boston             | LNH        | 71    | 11               | 27               | 38               | 20               | 11               | 1  | 4                    | 5                    | 0                    |                      |                      |
| Totaux LNH | Totaux LNH                   | Totaux LNH | 1 011 | 311              | 318              | 629              | 394              | 82               | 21 | 15                   | 36                   | 22                   |                      |                      |

### En équipe nationale
| Année | Équipe         | Compétition                  |   | PJ | B | A  | Pts | Pun | +/-                |  | Résultat |
| 2006  | États-Unis U18 | Championnat du monde -18 ans | 6 | 0  | 1 | 1  | 2   | +3  | Médaille d'or      |  |          |
| 2007  | États-Unis U20 | Championnat du monde junior  | 7 | 1  | 0 | 1  | 2   | +1  | Médaille de bronze |  |          |
| 2007  | États-Unis U18 | Championnat du monde -18 ans | 7 | 5  | 7 | 12 | 4   | +2  | Médaille d'argent  |  |          |
| 2008  | États-Unis U20 | Championnat du monde junior  | 6 | 6  | 5 | 11 | 2   | +4  | 4e place           |  |          |
| 2009  | États-Unis U20 | Championnat du monde junior  | 6 | 6  | 4 | 10 | 4   | +1  | 5e place           |  |          |
| 2011  | États-Unis     | Championnat du monde         | 2 | 1  | 0 | 1  | 2   | -3  | 8e place           |  |          |
| 2014  | États-Unis     | Jeux olympiques              | 6 | 1  | 6 | 7  | 2   | +7  | 4e place           |  |          |
| 2016  | États-Unis     | Coupe du monde               | 3 | 0  | 1 | 1  | 0   | -4  | 7e place           |  |          |
| 2019  | États-Unis     | Championnat du monde         | 8 | 2  | 3 | 5  | 0   | 0   | 7e place           |  |          |